# オーロラ・イノベーション
オーロラ・イノベーション (英語: Aurora Innovation) は、アメリカ合衆国カリフォルニア州パロアルトに本社を置く自動運転システム開発企業。2016年にUber、Tesla、Google出身者により設立された。2020年時点でヒュンダイ、フィアット・クライスラー・オートモービルズなどの自動車メーカーとの提携、Amazonからの資金調達などを行っている。

## 略歴
2016年：クリス・アームソン(元Google自動運転開発チームトップ)、スターリング・アンダーソン (英語: Sterling Underson、元テスラ)、ドリュー・バグネル (英語: Drew Bagnell、元Uber) により設立。
2018年1月：フォルクス・ワーゲンとの提携を発表。
2019年6月：フォルクス・ワーゲンがArgo AIとの提携に切り替えたことにより、フォルクス・ワーゲンとオーロラの提携は終了。
2020年7月：注力対象をロボタクシー向け自動運転システムから輸送トラック向け自動運転システムに変更。
2020年12月：Uberから自動運転開発部門を買収。
2021年2月 : 日本のトヨタ自動車、デンソーとの提携を発表した。